# Paraliparis eltanini
Paraliparis eltanini és una espècie de peix pertanyent a la família dels lipàrids.

## Hàbitat
És un peix marí i batidemersal que viu fins als 485 m de fondària.

## Distribució geogràfica
Es troba al Pacífic sud-oriental: el sud de Xile i l'estret de Magallanes.

## Observacions
És inofensiu per als humans.